# Andrucha Waddington
Andrew Popov Waddington, conhecido como Andrucha Waddington (Rio de Janeiro, 20 de janeiro de 1970), é um diretor, produtor e roteirista brasileiro.  É um dos sócios da Conspiração Filmes, junto com o cunhado, o diretor Cláudio Torres. Waddington dirigiu Eu Tu Eles (2000), filme que fez parte da Seleção Oficial do Festival de Cannes; e Casa de Areia (2005), seleção oficial dos festivais de Berlim e Toronto e vencedor do prêmio NHK de Melhor Roteiro em Sundance. De 2017 até 2022, dirigiu a série Sob Pressão (TV Globo). Em 2018 levou aos cinemas Chacrinha - O Velho Guerreiro, em 2019 lançou o suspense sobrenatural O Juízo, e em 2025 o drama Vitória.

## Biografia
De ascendência inglesa e ucraniana, dirigiu e produziu “Eu Tu Eles” (2000), Seleção Oficial do Festival de Cannes (menção especial do júri), Melhor Filme nos festivais de Karlovy Vary, Havana e Cartagena; “Casa de Areia” (2005), seleção oficial dos festivais de Berlin e Toronto, prêmio Sundance/NHK de Melhor Roteiro; “Gêmeas” (1999) e “Lope” (2010), coprodução Brasil-Espanha vencedora de dois prêmios Goya. Também assinou um dos segmentos do filme “Rio, Eu Te Amo” (2014), da franquia internacional "Cities of Love”. Seu quinto longa-metragem de ficção - “Os Penetras” - chegou aos cinemas em 2012 e foi visto por mais de 2,5 milhões de espectadores. Entre 2017 e 2019 dirigiu e produziu três temporadas da série "Sob Pressão", exibidas na TV Globo, sobre a rotina de guerra do medico brasileiro na saúde pública. Em 2018 levou aos cinemas a cinebiografia "Chacrinha - O Velho Guerreiro". Em 2019 lançou o suspense sobrenatural "O Juízo" e em 2025 o drama "Vitória".
Andrucha também dirigiu os documentários "Viva São João" (2002), “Maria Bethânia - Pedrinha de Aruanda” (2007), “Gilberto Gil - Banda Dois” (2009), “Arnaldo Antunes - Ao Vivo Lá em Casa” (2010) e “André Midani – Do vinil ao download” (2015).
Foi diretor criativo da cerimônia de abertura dos Jogos Olímpicos Rio 2016 ao lado do também cineasta Fernando Meirelles.
É sócio da Conspiração Filmes desde 1995.

### Vida pessoal
Nascido na cidade do Rio de Janeiro no dia 20 de janeiro de 1970, é casado com a atriz Fernanda Torres, com quem é pai de Joaquim, nascido em 2000, e de Antonio, nascido em 2008. Anteriormente foi casado com Kiti Duarte, mãe dos seus dois filhos mais velhos, João e Pedro.
É também irmão do diretor de televisão Ricardo Waddington, da diretora de cinema na França Tatiana Junod (Revista Europa para a GNT) e do diretor de televisão e marketing Viktor Junod (TV Bandeirantes - Rede Manchete - Globosat - RedeTV - Discovery).

## Filmografia

### Cinema
| Ano  | Título                                  |
| ---- | --------------------------------------- |
| 1998 | Os Paralamas do Sucesso em Close Up     |
| 1999 | Gêmeas                                  |
| 2000 | Eu Tu Eles                              |
| 2002 | Os Paralamas do Sucesso - Longo Caminho |
| 2002 | Viva São João                           |
| 2002 | Outros (Doces) Bárbaros                 |
| 2005 | Casa de Areia                           |
| 2007 | Maria Bethânia: Pedrinha de Aruanda     |
| 2010 | Arnaldo Antunes - Ao Vivo Lá em Casa    |
| 2011 | Lope                                    |
| 2012 | Os Penetras                             |
| 2014 | Rio, Eu Te Amo                          |
| 2016 | Sob Pressão                             |
| 2017 | Os Penetras 2 – Quem Dá Mais?           |
| 2018 | Chacrinha - O Velho Guerreiro           |
| 2019 | O Juízo                                 |
| 2025 | Vitória                                 |

### Televisão
| Ano  | Título                                                     |
| ---- | ---------------------------------------------------------- |
| 2006 | `Y Ikatu Xingu                                             |
| 2007 | Retrato Celular                                            |
| 2015 | André Midani: do Vinil ao Download                         |
| 2016 | Cerimônia de abertura dos Jogos Olímpicos de Verão de 2016 |
| 2017 | Sob Pressão                                                |
| 2020 | Amor e Sorte                                               |
| 2023 | Fim                                                        |

## Prêmios e indicações
- Ganhou o Troféu APCA como melhor diretor por Sob Pressão (2019).[12]
- Ganhou o prémio de Melhor Filme no Festival Internacional de Cinema de Karlovy Vary, por "Eu Tu Eles" (2000).
- Recebeu duas nomeações ao Grande Prêmio Cinema Brasil de Melhor Realizador, por "Eu Tu Eles" (2000) e "Casa de Areia" (2005).
- Recebeu uma nomeação ao Grande Prémio Cinema Brasil de Melhor Documentário, por "Viva São João" (2002).
- Ganhou uma Menção Especial na mostra Un Certain Regard do Festival de Cannes, por "Eu Tu Eles" (2000).
- Ganhou o prémio de Melhor Filme no Festival de Havana, por "Eu Tu Eles" (2000).
- Ganhou o prémio de Melhor Filme e o Prémio da Crítica no Festival de Cartagena, por "Eu Tu Eles" (2000).
- Ganhou o prémio de Melhor Realizador no Cine PE - Festival do Audiovisual, por "Viva São João" (2002).
- Ganhou dois MTV Video Music Brasil como melhor diretor, pelos clipes d'Os Paralamas do Sucesso "Lourinha Bombril" (1996) e "Busca Vida" (1998)